# Sinopsi

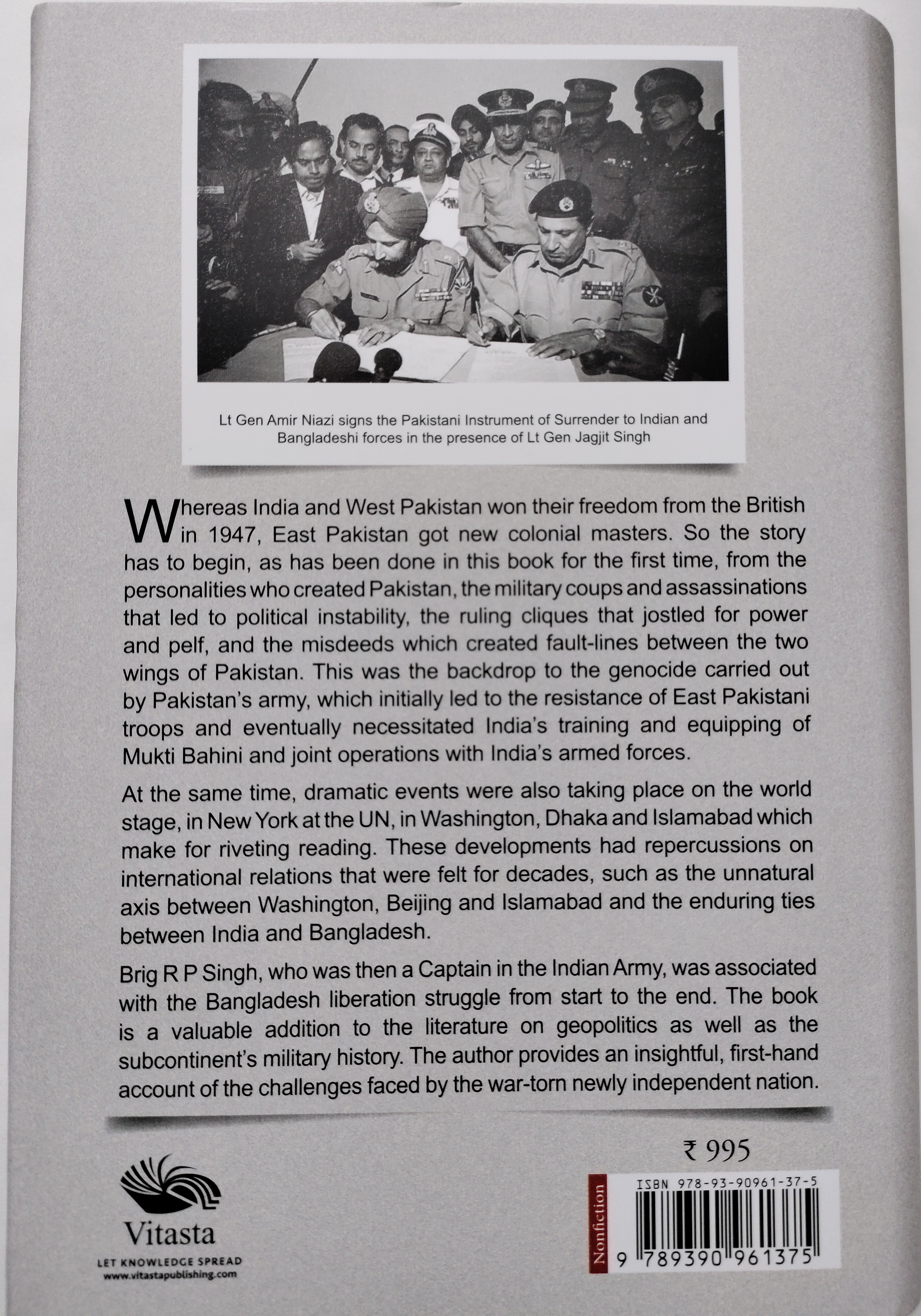
Sinopsi del llibre històric From East Pakistan to Bangladesh de Brig R P Singh i Hitesh Singh.

Una sinopsi (del grec sýnopsis ‘vista del conjunt’) és una narració breu o més comunament el resum d'un llibre o pel·lícula.
És una recopilació de dades dels punts principals d'una obra, per tal de veure'n els aspectes més rellevants. A la sinopsi sigui de llibre o de pel·lícula no s'han de donar detalls del desenllaç, ja que ha de captar l'interès del lector per l'obra que s'hi explica.
Un cop s'ha pensat en la història en la qual es basarà el guió, s'ha de detallar les diferents accions, personatges i localitzacions que apareixeran. L'extensió del document dependrà del nivell de detall que vulgui donar el guionista a la història. Per contar l'argument s'ha d'utilitzar un llenguatge clar perquè després caldrà transformar-ho en imatges (storyboard).
En la sinopsi cal destacar els personatges, temps i localitzacions. Els personatges són els que carreguen el pes de l'acció, fan avançar la història amb la seva pròpia evolució i perquè aquesta funcioni cal que aquests es moguin, canviïn, creixin o caiguin. A l'hora de crear un personatge cal tenir en compte quin tipus de personatge és, ja que en una mateixa història podem trobar personatges principals, que són més complexos i tenen més matisos, i personatges secundaris que són més plans i no es descriuen amb tant de detall. A l'hora de desenvolupar el personatge protagonista, es recomana que el guionista es faci una biografia d'aquest, per tal que sàpiga quins són els seus orígens, gustos, hobbies i, sobretot, el seu somni, desig i necessitat. Altres autors afegirien el disseny del personatge basat en la caracterització física i psíquica. Aquesta ha de fer que l'espectador simpatitzi amb el personatge generant-li així una esperança (quan està a punt d'aconseguir un objectiu) i un temor (quan s'enfronta a un obstacle). Cal definir i acotar on es desenvolupa l'acció i el temps en el qual es produeix (marc temporal de la història).